# Сражение при Мартирополе
Сражение при Мартирополе (перс. نبرد سیلوان) — сражение ирано-византийской войны 572—591 гг, произошедшее летом 588 года близ Мартирополя между византийской и сасанидской армиями и закончившееся победой ромеев.

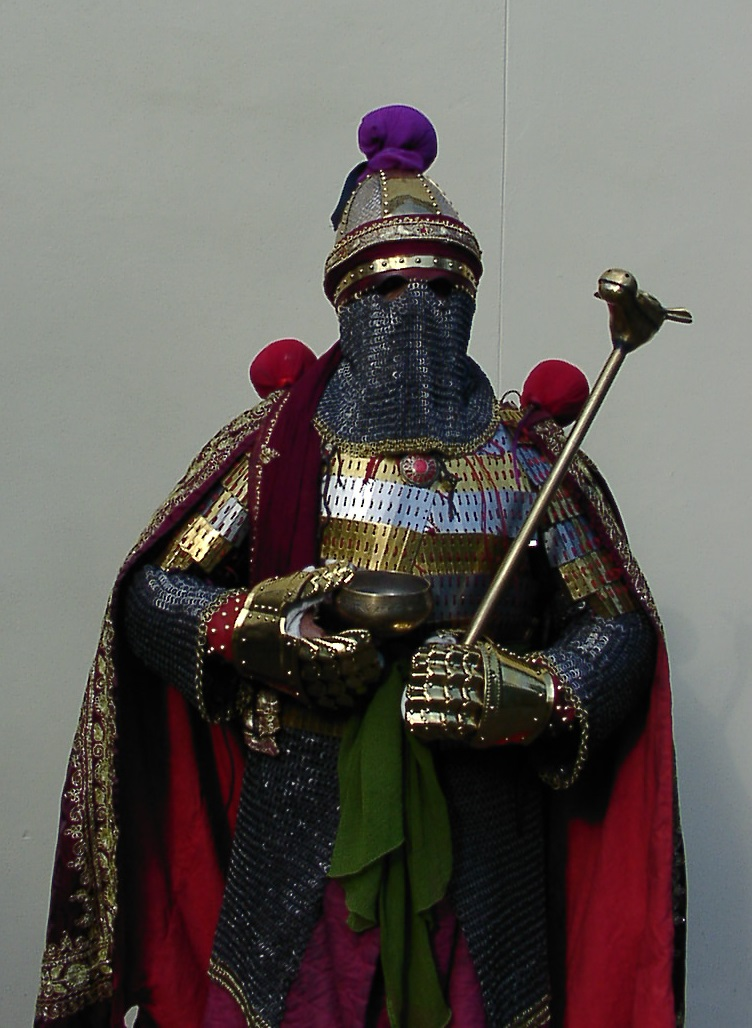
Сасанидский военачальник (спахбед). Реконструкция

В апреле 588 года византийская армия на востоке была ослаблена мятежом, вызванным непопулярными мерами по сокращению расходов и направленным против нового командующего Приска. Приск подвергся нападению и бежал из армейского лагеря, а мятежники избрали дукса Финикии Ливанской, Германа, своим временным командиром. Византийский император Маврикий восстановил бывшего командующего на Востоке Филиппика на его посту, но прежде чем он смог прибыть и взять командование в свои руки, персы, воспользовавшись беспорядками, вторглись на византийскую территорию и напали на Константину. 
Герман организовал отряд в тысячу человек, который снял осаду. Как писал историк Феофилакт Симокатта, «с трудом [Герман] уговорил ромейских солдат и сумел собрать 4000 человек и начать набег на персидскую территорию». Прибытие посланника Маврикия Аристобула ослабило напряжение в византийском лагере, и был восстановлен порядок. 
Затем Герман повел свою армию на север, к Мартирополю, откуда он начал еще один рейд через границу в Арзанене. Наступление было блокировано персидским полководцем Марузой, и византийцы повернули назад. «Маруза преследовал ромейское войско по пятам».
Под стенами Мартирополя произошло сражение, которое закончилось крупной византийской победой. Согласно рассказу Симокатты, Маруза был убит, несколько персидских командиров были взяты в плен вместе с 3000 других пленных, и только тысяча человек бежала и добралась до крепости Нисибис. 
«После столь великого и удивительного избиения врагов, произведенного ромеями, после того как им досталась блестящая добыча, все войско, собравшись вместе, решило прекратить вражду с Маврикием. Они выразили императору почтение, послав ему много добычи», в том числе персидские боевые знамёна, и отправили их вместе с головой Марузы в Константинополь.